# 캄차카 변경주
캄차카 변경주(러시아어: Камча́тский край 캄찻츠키 크라이[*], IPA: [kɐmˈtɕatskʲɪj kraj])는 러시아의 연방주체 (변경주)이며 러시아 극동에 위치한다. 행정적으로 극동 연방관구의 일부이다. 행정중심이자 가장 큰 도시는 페트로파블롭스크캄차츠키(러시아어: Петропавловск-Камчатский)로 인구 291,705명의 절반 이상이 거주하고 있다(2021년 인구 조사).
캄차카 변경주는 2005년 10월 23일 이 문제에 대한 국민투표에서의 투표를 바탕으로 캄차카주와 코랴크 자치구의 합병의 결과로 2007년 7월 1일에 결성되었다. 자치구는 코랴크 자치구라는 이름으로 변경주의 특별 행정 구역의 지위를 유지하고 있다.
캄차카반도는 태평양에서 오호츠크해와 베링해를 분리하면서 캄치카 영토의 대부분을 형성한다. 나머지는 작은 북부 본토 부분인 카라긴스키섬에 의해 형성되었다, 베링해의 코만도르스키예 제도도 있다. 서쪽으로는 마가단주, 북쪽으로는 축치 자치구와 접해 있다. 캄차카 변경주는 유라시아에서 가장 높은 활화산인 클루체프스카야와 아바친스키와 코랴스키의 10년 화산이 있는 활화산 지대이다.

## 통계
통합 전인 2002년에 캄차카주의 인구는 33만3,644명(러시아인: 83.14%)이었고, 코랴크 자치구는 2만5,157명(러시아인: 50.56%, 코랴크인: 26.67%)이었다. 통합 당시인 2007년 기준으로 이 지역 인구는 35만8,801명이다. 이 지역의 민족 구성은 다음과 같다.
1. 러시아인 — 29만 108명 (80.8%)
2. 우크라이나인 — 2만 870명 (5.8%)
3. 코랴크인 — 7,328명 (2%)
4. 타타르인 — 3,617명 (1%)
5. 벨라루스인 — 3,347명 (1%)

이 지역의 총면적은 472,300 Km²이고, 인구밀도는 0.76명/Km²(2005년)이다. 캄차카 변경주에서 가장 큰 도시는 페트로파블롭스크캄차츠키이다.

## 경제
캄차카 변경주의 주된 산업은 어업과 임업을 포함한다. 석탄을 비롯한 자원이 채취되고 있다. 주요 해상 루트와 가까운 지리적 위치 덕분에 조선업, 선박수리업 및 관계 업종의 중심이다. 석유도 매장되어있다.

## 행정 구역
- 페트로파블롭스크캄차츠키
- 빌류친스크
- 팔라나
- 알레우츠키 군
- 비스트린스키 군
- 옐리좁스키 군
- 카라긴스키 군
- 밀콥스키 군
- 올류토르스키 군
- 펜진스키 군
- 소볼렙스키 군
- 티길스키 군
- 우스티볼셰레츠키 군
- 우스티캄차츠키 군

## 인구
| 연도                | 인구    | ±%      |
| ------------------- | ------- | ------- |
| 1926                | 34,958  | —       |
| 1939                | 109,300 | +212.7% |
| 1959                | 220,753 | +102.0% |
| 1970                | 287,612 | +30.3%  |
| 1979                | 378,491 | +31.6%  |
| 1989                | 466,096 | +23.1%  |
| 2002                | 358,801 | −23.0%  |
| 2010                | 322,079 | −10.2%  |
| 2021                | 291,705 | −9.4%   |
| Source: Census data |         |         |

인구: 291,705 (2021년 인구 조사); 322,079 (2010년 인구 조사); 358,801 (2002년 인구 조사); 466,096 (1989년 인구 조사).

## 같이 보기
- 캄차카반도